# Aludra
Aludra (η Canis Majoris / η CMa / 31 Canis Majoris) es la quinta estrella más brillante de la constelación Canis Major. Con magnitud aparente +2.45, es superada en brillo por Sirio (α Canis Majoris), Adhara (ε Canis Majoris), Wezen (δ Canis Majoris) y Murzim (β Canis Majoris). Su nombre, del árabe عذرا (al-‘aðrā, ‘la virgen’), se refiere a un grupo de cuatro estrellas en la constelación conocido por los antiguos árabes como (Al 'Adhara, ‘las vírgenes’). Se encuentra muy alejada del sistema solar, a una incierta distancia que puede estar entre 1760 y 3200 años luz.
Aludra es una estrella supergigante azul de tipo espectral B5Ia. Su luminosidad, considerando una importante cantidad de energía emitida como radiación ultravioleta, es 66 000 veces mayor que la luminosidad solar. Su temperatura superficial es de 13 500 K y su masa es unas quince veces mayor que la masa solar. Las estrellas tan masivas tienen una corta vida, siendo la edad de Aludra de unos 12 millones de años, muy inferior a los 4600 millones de años de edad del Sol, máxime si se tiene en cuenta que Aludra se encuentra en las etapas finales de su vida. Un fuerte viento estelar que sopla desde su superficie a razón de 500 km/s, hace que haya perdido ya el equivalente a un tercio de la masa solar. Posiblemente acabará su vida explotando como una brillante supernova.
Aludra está catalogada como una estrella variable Alfa Cygni, oscilando su brillo entre magnitud +2.38 y +2.48.